# Segelfluggelände Isny-Rotmoos

i7
i11
i13
Das Segelfluggelände Isny-Rotmoos liegt im Gebiet der Stadt Isny im Allgäu im württembergischen Allgäu, etwa 1,6 km nordwestlich des Zentrums von Isny.

## Flugbetrieb
Das Segelfluggelände ist mit einer 450 m langen Start- und Landebahn aus Gras ausgestattet. Es finden Windenbetrieb und Flugzeugschlepp mit Segelflugzeugen sowie Flugbetrieb mit Ultraleichtflugzeugen statt. Nicht ortsansässige Motorflugzeuge dürfen auf dem Segelfluggelände nicht landen. Der Betreiber des Segelfluggeländes ist die Luftsportgruppe Isny e. V.